# Severino Pessôa
Severino de Lira Pessôa (Arapiraca, 6 de fevereiro de 1970),  é um empresário e político brasileiro, filiado ao Movimento Democrático Brasileiro (MDB). 
Nas eleições de 2018, foi eleito deputado federal por Alagoas.